# Пластов, Аркадий Александрович
Арка́дий Алекса́ндрович Пла́стов (19 [31] января 1893, Прислониха, Симбирская губерния — 12 мая 1972[…], Прислониха, Ульяновская область) — советский художник-живописец. Народный художник СССР (1962). Академик АХ СССР. Лауреат Ленинской премии (1966) и Сталинской премии первой степени (1946).

## Биография
Родился в семье иконописцев.
В 1903 году поступил в Симбирское духовное училище. С 1908 года учился в Симбирской духовной семинарии, а затем переехал в Москву. Занимался рисованием у Дмитрия Архангельского. Некоторое время занимался в мастерской Ильи Машкова, затем поступил в Императорское Строгановское Центральное художественно-промышленное училище, где одним из его учителей был Фёдор Федоровский. Проучившись в нём с 1912 по 1914 год, поступил в Московское училище живописи, ваяния и зодчества на скульптурное отделение.
Его учителями были живописцы Алексей Корин, Аполлинарий Васнецов, Абрам Архипов, Алексей Степанов, Леонид Пастернак и скульптор Сергей Волнухин.
В 1917 году вернулся в Прислониху Симбирской губернии, где начал заниматься живописью. В 1917-м, когда приехал учиться в Москву, в училище живописи, ваяния и зодчества, патрули едва не расстреляли его прямо на вокзале. На шинели юноши были пуговицы с орлами, и патрульные решили, что он лазутчик. Спас от неминуемой гибели пожилой сердобольный патрульный. А в 1929 году в Прислониху приехали агитаторы колхозного строя и начали убеждать крестьян собирать деньги на трактор. Художник высказал свою точку зрения, мол, а если трактор сломается, что с ним потом делать? И предложил приобрести лошадей. На следующий день он оказался в застенках НКВД, где и провёл почти четыре месяца. Его обвинили в том, что он выступил вразрез линии партии на индустриализацию и коллективизацию. Спасли художника односельчане, которые писали письма в разные инстанции. В 1917—1922 годах — секретарь сельского совета и Комитета бедноты Прислонихи.
В 1927—1930 годах работал в различных издательствах Москвы.
Автор ряда литературно-художественных произведений.
В 1947 году А. Пластов стал академиком АХ СССР. Член СХ СССР (1937), член правления СХ РСФСР и СХ СССР (1957), секретарь правления СХ СССР (1968).
В 1947—1950 годах — депутат Ульяновского областного совета депутатов трудящихся.

### Семья
- Жена — Наталья Алексеевна фон Вик (1903—1982)[8][9], происходившая из старинного дворянского немецкого рода[10].
  - Сын — Николай Пластов (1930—2000), художник, фотохудожник, член-корреспондент Академии художеств России[11].
    - Внук — Николай Пластов (род. 1956), художник[12].

## Награды и звания
- заслуженный деятель искусств РСФСР (1945)
- народный художник РСФСР (1956)
- народный художник СССР (1962)
- Ленинская премия (1966) — цикл картин «Люди колхозной деревни» (1951—1965).
- Сталинская премия первой степени (1946) — за картины «Сенокос» (1945) и «Жатва» (1945).
- Государственная премия РСФСР имени И. Е. Репина (1972 — посмертно) — за картины «Костёр в поле», «Из прошлого» и портреты современников.
- три ордена Ленина (1963, 1968, 1971)
- медаль «За доблестный труд в Великой Отечественной войне 1941—1945 гг.» (1945)
- медаль «В ознаменование 100-летия со дня рождения Владимира Ильича Ленина»
- медаль «Белый лотос» (1964, Калькуттское общество искусств, Индия)
- Золотая медаль Министерства культуры СССР (1958)
- Почётный диплом Всемирной выставки в Брюсселе (1958)
- В 2012 году А. А. Пластову присвоено звание «Почётный гражданин Ульяновской области», с занесением в Золотую книгу Почёта Ульяновской области (посмертно)[13].

## Творчество
Одна из первых значительных работ художника «Купание коней» была выполнена им для выставки «20 лет РККА». Для выставки «Индустрия социализма» он также написал картину под названием «Колхозный праздник» (1937), в котором «красочно передал новый быт социалистической деревни».
Другое яркое произведение — «Колхозное стадо» (1938). Общие черты его картин — жанровая сцена не мыслится вне пейзажа, вне русской природы, которая всегда трактуется лирически. Другая его особенность — отсутствие конфликта или особого момента, события в сюжете, хотя при этом всё равно создаётся поэтическая выразительность образа.
В его картинах отражены испытания советского народа в годы войны («Фашист пролетел», 1942), патриотический труд женщин, стариков и детей на колхозных полях в военные годы («Жатва», «Сенокос», 1945), праздник выборов в Верховный Совет («Едут на выборы», 1947), послевоенный трудовой подъём («Колхозный ток», 1949, «Ужин трактористов», 1951), быт русской деревни («Родник», 1952, «Летом», 1954, «Первый снег», 1946). Также широко известна получившая широкий резонанс в обществе картина «Весна». Героиня картины, предстающая на ней полностью обнажённой, была прозвана Северной Венерой.
Яркость и эмоциональность замысла отличают его картины в области иллюстрации («Мороз, Красный нос» Н. А. Некрасова, 1948; «Капитанская дочка» А. С. Пушкина, 1948—1949; произведения Л. Н. Толстого, 1953; рассказ А. П. Чехова, 1954, и др.), пейзажа, сельскохозяйственного плаката. Красочные образы деревенской жизни и родной природы художник запечатлел в акварелях к книгам для детей. Некоторым произведениям художника недостаёт глубокого раскрытия и обобщения черт нового в колхозной жизни; но в лучшей своей части его творчество тесно связано с передовыми идеями современности и реалистическими традициями русского искусства и отличается ярко выраженным национальным характером, народностью образов, поэтичностью замысла, выразительностью колористических решений. Мастер при жизни стал признанным классиком советской живописи. Его картины постоянно включались во все советские школьные учебники и хрестоматии.

### Выставки
- 30 января 1973 года состоялось открытие выставки в Ульяновском областном художественном музее. Более 60 произведений художника посвящены 80-летию со дня рождения.
- 6 августа 1974 года состоялась академическая выставка[14].
- 13 июля 2006 года в Мраморном дворце Государственного Русского музея состоялось открытие выставки его произведений. Выставка была включена в число официальных мероприятий, проходивших в рамках культурной программы Саммита «Большой Восьмёрки» в Санкт-Петербурге. В состав экспозиции вошло более 50 живописных произведений из собраний Государственный Русский музей, ГТГ, Ульяновского областного художественного музея и коллекции наследников художника[12].

## Память
- В Москве, на доме № 1/15 по Котельнической набережной (в котором жил художник), установлена мемориальная доска[15].
- В Прислонихе, на доме Пластова установлена мемориальная доска[15].
- В январе 1973 году в Ульяновском областном художественном музее состоялся торжественный вечер в честь восьмидесятилетия художника, а во Дворце культуры профсоюзов показ документального фильма «Солнечный талант» об А. Пластове.
- 8 сентября 1979 года в Москве, по адресу Зубовский бульвар, 27, был открыт музей художника.
- 30 января 1986 года в Ульяновске появился бульвар Пластова[16].
- 5 июля 1986 года на улице Гончарова в Ульяновске была открыта художественная галерея художника (в 2010 году в нём открыт музей Пластова).
- 31 января 2003 года на бульваре Пластова в Ульяновске был установлен Памятник Аркадию Пластову[15].
- 25 сентября 2011 года на родине художника, в селе Прислониха, установлен памятник[17].
- На могиле художника сооружено надгробие[15].
- В 1973 году Почта СССР выпускала почтовую марку № 4261 с изображением картины А. А. Пластова «Ужин трактористов»[18].
- Государственный комитет СМ СССР по делам издательств, полиграфии и книжной торговли и Академия художеств СССР подготовили и издали монографию о жизни и творчестве художника[15].
- Работы художника вошли в собрание ИРРИ.
- Ежегодно в Ульяновской области проходят традиционные Пластовские дни[19].
- С 2007 года вручается региональная, а с 2011 года — Международная премия в области изобразительного искусства имени А. А. Пластова[20][21].[22][23]
- Международная ассамблея художников «Пластовская осень» (с 2011).
- В Новом городе Ульяновска есть библиотека имени А. А. Пластова[24].
- Карсунская детская школа искусств носит имя художника (2012)[25].
- В 1983 году Министерство связи СССР выпустило ХМК с изображением А. А. Пластова[26].
- В 2010 году Министерство связи России выпустило ХМК с изображением картины А. А. Пластова «Деревенский март», 1965 г.[27]
- В 2013 году Министерство связи России выпустило ХМК с изображением памятника А. А. Пластову в Прислонихе[28].
- В 2016 году почта Танзании выпустила серию марок из 8 блоков с изображением картин Аркадия Пластова[29].
- В 2018 году почта Коморы выпустила серию марок из 8 блоков с изображением картин Аркадия Пластова[30].
- 31 января 2018 года к 125-летию со дня рождения Аркадия Пластова была выпущена специальная почтовая карточка со спецгашением[31].
- В 2020 году Почта России выпустила: почтовый блок, КПД и виньетку в сувенирной обложке[32].

### Музеи А. А. Пластова
- В 2010 году по распоряжению правительства Ульяновской области, под патронажем губернатора С. И. Морозова и председателя Счётной палаты РФ С. В. Степашина, при поддержке и помощи семьи Пластовых состоялось открытие «Музей А. А. Пластова» — нового филиала Ульяновского художественного музея. В музее экспонируются более 50 подлинных произведений живописца, охватывающих период с 1920-х до начала 1970-х гг. Среди них такие известные, как «Деревенский март», «Костёр в поле», «Мартовское утро», «Рим. Аппиева дорога» и предоставленная семьёй художника картина «Родник» (авторское повторение). В экспозицию вошли также личные вещи А. А. Пластова. Большую ценность представляют ранние рисунки Пластова, старинные фотографии односельчан художника и предметы народного быта из Прислонихи, переданные в дар жителями села.
- Ещё один музей работает в селе Прислониха, где родился художник. «Музей-усадьба народного художника СССР А. А. Пластова» был открыт в 1988 году и являлся филиалом «Ульяновского художественного музея». В 2017 году филиал переименован в Историко-художественный музей-заповедник «Прислониха — родина А. А. Пластова». В составе комплекса: музей А. А. Пластова, памятник художнику, восстановленная церковь Богоявления Господня, гостевой дом, а также объекты ландшафтно-рекреационной зоны[15][33].